# Погорелое (платформа)
Погоре́лое (бел. Пагарэлае) — остановочный пункт грузо-пассажирских поездов, расположенный на неэлектрифицированной железнодорожной ветке Верейцы — Гродзянка линии Минск — Осиповичи в Осиповичском районе, Могилёвская область, Беларусь.
Расположен между остановочным пунктом Уборок и станцией Гродзянка.
По состоянию на 2020 год грузо-пассажирские перевозки с высадкой на остановочном пункте выполняются ежедневно два раза в день тепловозом М62 по маршруту Осиповичи I — Гродзянка. Примерное время в пути со всеми остановками от станции Осиповичи I (начало полного маршрута) — 1 час 17 минут, от станции Верейцы — 52 минуты, от станции Гродзянка — 12 минут.
Ближайший населённый пункт — деревня Погорелое — расположен примерно на 1,1 км юго-восточнее платформы.